# Liste der Stolpersteine in Wiesenau

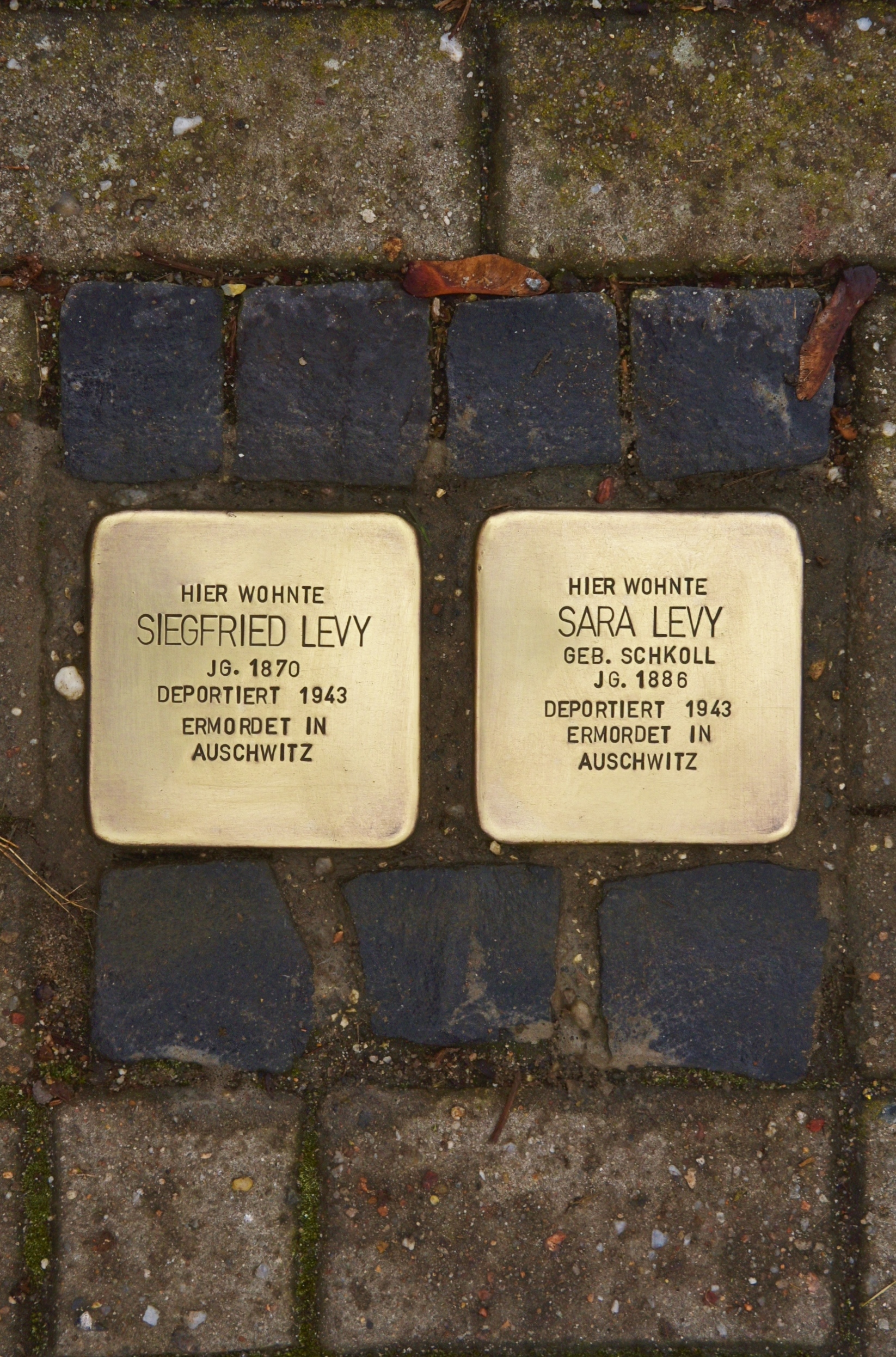
Stolpersteine für das Ehepaar Levy

Die Liste der Stolpersteine in Wiesenau umfasst jene Stolpersteine, die vom Kölner Künstler Gunter Demnig in der brandenburgischen Gemeinde Wiesenau verlegt wurden. Sie sind Opfern des Nationalsozialismus gewidmet, all jenen, die vom NS-Regime drangsaliert, deportiert, ermordet, in die Emigration oder in den Suizid getrieben wurden.
Demnig verlegt für jedes Opfer einen eigenen Stein, im Regelfall vor dem letzten selbst gewählten Wohnsitz.

## Verlegte Stolpersteine
In Wiesenau wurden zwei Stolpersteine an einer Anschrift verlegt.
| Stolperstein | Inschrift                                                                         | Verlegeort       | Name, Leben |
| ------------ | --------------------------------------------------------------------------------- | ---------------- | --- |
|              | HIER WOHNTE SARA LEVY GEB. SCHKOLL JG. 1886 DEPORTIERT 1943 ERMORDET IN AUSCHWITZ | Hauptstraße 88 · | Sara Levy, geborene Schkoll, wurde am 27. Dezember 1886 in Groß-Kirchbaum geboren. Sie war verheiratet mit Siegfried Levy. Das Paar hatte ein Geschäft für Textilien und Waren des täglichen Bedarfes in Krebsjauche. Während der Reichspogromnacht 1938 wurde das Geschäft zerstört. Das Paar versteckte sich auf dem örtlichen Friedhof. Sie sind dann wahrscheinlich zu einer befreundeten Familie nach Frankfurt (Oder) geflüchtet, zur Familie Fellert. Die Levys mussten das Grundstück verkaufen und in der Folge in ein Judenviertel nach Berlin umziehen. Am 26. Februar 1943 wurde sie zusammen mit ihrem Mann von Berlin in das Vernichtungslager Auschwitz deportiert. Sara Levy und ihr Mann haben die Shoah nicht überlebt. |
|              | HIER WOHNTE SIEGFRIED LEVY JG. 1870 DEPORTIERT 1943 ERMORDET IN AUSCHWITZ         | Hauptstraße 88 · | Siegfried Levy wurde am 16. Juli 1870 in Krebsjauche, heute Wiesenau, geboren. Sein Vater war Carl Callmann, der seit 1835 den Beinamen Levy tragen musste auf Grund eines preußischen Erlasses. Ab 1860 trug die Familie nur noch den Namen Levy. Siegfried Levy war das dritte Kind der Familie. Er heiratete Sara Schkoll und übernahm von seinem Vater das Geschäft für Textilien und Waren des täglichen Bedarfes in Wiesenau. Während der Reichskristallnacht am 9. November 1938 zerstörten SA-Leute das Geschäft, zerschlugen die Schaufensterscheiben, die Waren wurden auf die Straße geschmissen, wo sie teilweise gestohlen wurden von Bewohnern der Stadt. Die Levy mussten zwangsweise ihr Grundstück verkaufen und mussten in ein Judenviertel nach Berlin ziehen. und warfen die Waren auf die Straße. Einige Wiesenauer Bürger stahlen die Waren. Das Ehepaar Levy flüchtete zuerst zu Freunden nach Frankfurt (Oder). Sie wurden gezwungen ihr Grundstück zu verkaufen und ins Judenviertel nach Berlin umzuziehen. Siegfried Levy und seine Frau wurden von dort am 26. Februar 1943 mit einem Altentransport ins Vernichtungslager Auschwitz deportiert. Siegfried Levy wurde dort noch 1943 ermordet, ebenso wie seine Frau. |

## Verlegung
Die Stolpersteine wurden am 31. August 2018 von Gunter Demnig persönlich verlegt.